# GMOゲームポット
GMOゲームポット株式会社（英語: GMO Gamepot Inc.）は、かつてオンラインゲームを運営していた日本の企業である。

## 概要
株式会社コミュニケーションオンラインと韓国のガガメルドットコムの合弁により、株式会社ゲームポットとして設立。
国産・海外で開発された各種オンラインゲームを日本国内で運営し、日本オンラインゲーム協会の正会員（理事）であった。GMOインターネットの子会社となったのち、同社に吸収合併という形で事実上経営破綻した。
著名なオンラインゲームは『Livly Island COR』などであったが、2020年1月現在すべて提供終了している。また、ソーシャルゲームやスマートフォンアプリ、モバイルコンテンツの運営も行っていた。

## 沿革
- 2001年（平成13年）5月 - 株式会社ゲームポット設立。
- 2003年（平成15年）3月 - アエリアの完全子会社となる。
- 2004年（平成16年）11月 -「スカッとゴルフ パンヤ」の正式サービスを開始。
- 2005年（平成17年）
  - 12月20日 - 札証アンビシャスに新規上場。公開価格は100000円。初値は700000円。
  - 12月22日 - 株価が上場来高値の740000円を記録。
- 2006年（平成18年）
  - 5月29日 - 顧客の個人情報が入ったサーバ用ハードディスク30台を紛失していることが発覚。後述の#事件・問題を参照。株価は直前までの290000円に対し失望売りにより170000円に急落。その後7月26日には132000円にまで下落。
  - 9月15日 - ソニーコミュニケーションネットワーク（現・ソニーネットワークコミュニケーションズ）と資本提携。
- 2007年（平成19年）4月20日 - 株価が公募価格割れの94000円に下落。
- 2008年（平成20年）
  - 1月22日 - 株価が上場来安値の60500円にまで下落。
  - 2月28日 - ソネットエンタテインメントが株式公開買い付け（TOB）にて完全子会社化することを表明。TOB価格は、2008年2月22日までの過去３ヶ月間の終値の単純平均78267円に対して約40.54％のプレミアムを加えた金額の110000円[2]。
  - 4月1日 - オンラインゲーム運営会社GPコアエッジを出資、設立。
  - 4月21日 - TOBの完了に伴い、親会社がソネットエンタテインメントに変更。
  - 4月28日 - Papermanの韓国運営権以外の全ての権利をサイカンゲームズから譲渡、取得[3]。
  - 6月19日 - ソネットエンタテインメントの完全子会社になることが臨時株主総会において承認。
  - 7月20日 - 上場廃止。終値は108000円。
  - 7月29日 - ソネットエンタテインメントの完全子会社となる。
  - 11月10日 - 同社が運営するゲーム内の有料ポイント「GP（ゲームポットポイント）」を導入[4]。
- 2009年（平成21年）4月1日 - ポータルサイト「Postar」開設[5]。
- 2010年（平成22年）3月29日 - 資金決済に関する法律の施行に伴い「GP（ゲームポットポイント）」を廃止。
- 2011年（平成23年）
  - 3月 - GPコアエッジを吸収合併。
  - 7月 - ソネットエンタテインメントよりデジタルコンテンツ事業を承継。
- 2012年（平成24年）
  - 5月 - 韓国にオンラインゲーム開発現地法人Gamepot Korea Inc.を設立。
  - 7月 - 旧・GPコアエッジを分割。コアエッジとして再び別会社化。
  - 12月 - 経営悪化に伴い、アエリアグループの米国法人Aeria Games & Entertainment, Inc.と経営統合。ソネットエンタテイメントとアエリアグループなどが出資する米国法人の中間持株会社AGGP HOLDINGS, INC.の完全子会社となる。
- 2013年（平成25年）
  - 8月 - モバイルゲーム事業を分社化し、ジーピー・モバイル株式会社を設立（のちプレイネクストジャパン→タノシム→ワンダープラネット）。
  - 11月 - 会社更生法に基づき、GMOインターネット株式会社の子会社となる。
- 2014年（平成26年）1月1日 - GMOゲームポット株式会社へ商号変更。
- 2017年（平成29年）12月1日 - GMOインターネットに吸収合併され解散[6]。
- 2019年（令和元年）12月27日 - ゲームポットIDのサービス・サポートを終了。

## 事件・問題
ハードディスク紛失問題
2006年5月29日、サーバの管理委託をしていたアエリアより、サーバ用ハードディスク30台を紛失していることが発覚した。そのうち5台には顧客の個人情報が入っている可能性があったため、該当ユーザーにはパスワードを変更するように告知した。また、この問題で緊急メンテナンスが行われた『スカッとゴルフ パンヤ』は、長時間にわたってサービスを停止する事態となった。
スカッとゴルフ パンヤ公式サイト改竄事件
2008年7月5日、20時30分頃より何者かに『スカッとゴルフ パンヤ』の公式サイトがクラッキングされ、マルウェア（Backdoor.Win32.Small.cybおよびBackdoor.Win32.Agent.lad）により悪意のあるサイトへ誘導され、ウイルスに感染する恐れがあった。7月7日10時30分より緊急メンテナンスとしてサイトを一時閉鎖、22時30分にサイトの復元、該当ページの脆弱性の修正を完了し、公式サイトを復旧させた。

## ポータルサイト
かつて同社が運営するオンラインゲームの情報などを展開するポータルサイト「Postar（ポスター）」が存在していた。専用マイレージ「Star」を集めて各ゲーム内のアイテムを取得できるなどのコンテンツがあったが、2013年2月28日をもって運営を終了した。

## GMO GP
GMO GP株式会社 （旧・株式会社REGXE、2017年11月7日商号変更） は日本でオンラインゲームを運営している企業である。GMOゲームポットおよびGMOゲームセンターの提供していたゲームを引き継いで運営している。
ここでは、引き継ぎ先であるGMO GP、GMOゲームセンター及び関連会社のシンクラウドについても記載する。

## GMOゲームセンター
GMOゲームセンター株式会社 （GMO GameCenter, Inc.） は、かつて日本でオンラインゲームを運営していた企業であり、GMOインターネットとアクロディアの合弁会社であった。独自プラットフォームのGゲーを運営していた。2017年12月1日、GMOインターネット株式会社に吸収合併され解散した。

## シンクラウド
シンクラウド株式会社はかつて日本でオンラインゲームを運営していた企業である。Gゲーで女性向けゲームなどを提供していた。2017年12月1日、GMOインターネット株式会社に吸収合併され解散した。

## コンテンツ
GMOゲームポット以外のものも含む。

### 提供終了

#### GMOインターネット / GMO GPの提供していたゲーム
- わグルま!!（2017年9月1日〜2018年9月28日） GMOゲームポットから引き継ぎ
- Livly Island（2009年11月24日〜2019年12月26日[10]） ソネットエンタテインメントから移管、GMOゲームポットから引き継ぎ
- 覇穹 封神演義 ～センカイクロニクル～ （2019年1月8日〜2020年1月23日[11]）
- ウィムジカル ウォー（2018年3月12日～〜2020年6月29日）GMOゲームセンターから引き継ぎ
- 和奇伝愛（2018年4月10日発表[12]、2021年2月4日開発中止表明[13]） ※ティームエンタテインメントとの共同開発
- 快感フレーズ CLIMAX （2019年10月15日〜2021年5月31日[14]）
- スターガールズグランプリ （2021年6月17日〜2022年6月27日[15]）
- コスプレイヤーズパーティー!! （2021年4月12日〜2022年6月28日[16]）
- キャプテン翼ZERO～決めろ！ミラクルシュート～ （2018年10月18日〜2022年6月29日[17]）

#### GMOインターネットの提供していたゲーム
- スマサカbyGMO （2013年6月4日[18]〜2017年4月27日[19]）

#### GMOゲームポットの提供していたゲーム
- モンスターファームオンライン（2008年3月25日〜2008年11月3日）
- オンラインカート ステアLINK（2007年12月19日〜2009年4月30日）
- プロ野球列伝 レジェンドナイン（2008年11月4日〜2010年2月28日）
- Level-R （2008年10月21日〜2010年3月15日）
- 疾走、ヤンキー魂。（2008年12月18日〜2010年4月28日）
- アップルシード タクティクス（2009年10月29日〜2010年7月15日）
- モンスターファームラグーン（2010年1月7日～2010年8月31日） モンスターファームオンラインの後継作
- Gamepot mobile（2002年〜2011年8月4日）
- おしえてゴルフ パンヤ（2010年12月10日〜2011年8月31日）
- ウィローズ（2010年12月16日〜2011年10月13日）
- ハウリングソード（2010年11月22日〜2012年1月12日）
- バトルゴルフ パンヤ（2011年7月30日〜2012年4月20日）
- アヴァロンの鍵 ONLINE（2009年12月10日〜2012年7月31日）
- ブラウザ封神演義（2010年4月8日〜2012年7月31日）
- 恋愛病棟へようこそ for SP（2012年1月31日〜2012年）
- 特殊部隊クロニクル（2012年3月15日〜2012年）
- 星戦サザンクロス（2012年4月18日〜2012年9月20日）
- お宝発掘 ホリキング（2012年5月11日〜2012年10月29日）
- 萌妖★クライシス（2012年7月30日〜2012年12月12日）
- パンヤMobile（2006年8月7日〜2012年12月31日）
- 東京迷宮-ウィザードリィ0-（2011年8月24日〜2012年12月31日）
- 幕末魂（幕末スピリッツ）（2012年8月23日〜2013年2月27日）
- メビウスオンライン（2011年4月6日〜2013年2月28日）
- THE SHOGUN（2011年7月4日〜2013年2月28日）
- 戦姫★クライシス@アクエリアンエイジ（2012年3月23日〜2013年2月28日）
- コンチェルトゲート フォルテ（2009年4月23日〜2013年3月27日）
- 童話スピリッツ-海と空の島々-（2012年12月27日〜2013年6月28日）
- 蒼穹ドラゴンギルド（2012年9月18日〜2013年8月5日）
- ラテール イリス物語（2012年2月16日〜2013年8月） GPモバイルに移管、のち同年9月30日に終了
- ガーディアンスピリッツ（2013年7月25日〜2013年8月） GPモバイルに移管、のち2014年4月9日に終了
- 狩りともSP（2013年5月30日〜2013年8月） GPモバイルに移管、のち2015年8月11日に終了
- 狩りとも（2011年5月12日〜2013年8月） GPモバイルに移管、のち2015年11月30日に終了
- ゆるロボ製作所（2012年5月8日〜2013年8月） GPモバイルに移管、のち終了
- ゆるロボ製作所 ふぃーばー（2012年11月27日〜2013年8月） GPモバイルに移管、のち終了
- ゆるロボ VS わるロボ（2013年6月12日〜2013年8月） GPモバイルに移管、のち終了
- 君主online （2006年3月31日〜2013年11月27日） ネクソンに移管
- トリックスター（ジークレストから移管、2012年7月18日〜2014年1月28日）
- CABAL ONLINE（2006年11月〜2014年2月28日） ESTsoftに移管
- わグルま!（2010年12月28日〜2014年6月30日）
- Shadow of Eclipse（2013年7月25日〜2014年10月31日）
- コアマスターズ（2014年4月30日〜2015年1月9日）
- MIRROR WAR（2014年9月2日〜2015年1月9日） L&K LOGIC KOREAに移管
- ファンタジーアース ゼロ（2006年12月〜2015年11月18日） スクウェア・エニックスに移管
- わグルま★（2014年3月11日〜2015年12月28日）
- フロンティアタクティクス（2015年1月16日〜2016年3月31日） Shadow of Eclipseのプラットフォーム変更版
- ヴァルキリーアイゼン（2015年11月25日〜2016年4月25日）
- 姫王と最後の騎士団（2015年9月18日[20]～2016年10月28日[21]）
- ウィザードリィ オンライン（2011年10月24日〜2016年12月20日）
- ペーパーマン（2009年2月12日〜2016年12月26日）
- Wizardry Schema（2014年7月29日〜2017年6月29日）
- SAMURAI SCHEMA（2016年7月25日〜2017年6月29日）
- スカッとゴルフ パンヤ（2004年11月11日〜2017年11月10日）
- 戦国武将姫 MURAMASA 乱（2015年2月12日〜2018年2月23日）
- トキメキファンタジー ラテール（2007年4月26日〜2018年2月28日） Happy Tukに移管

#### GMOゲームセンターの提供していたゲーム
以前は一部のパブリッシングをGMOデジタルコンテンツ流通株式会社 （英語: GMO Digitalcontents Distribution, Inc.） が行っていた。
達人シリーズ
- 金魚の達人（2011年4月30日[22]～2022年1月31日） ※日進研 （@forest）開発
- たこ焼きの達人 ※日進研 （@forest）開発
  - ウルトラマンたこ焼きの達人（2013年11月21日[23]～）
- わたがしの達人 ※日進研 （@forest）開発
  - ウルトラマンわたがしの達人（2013年11月21日[23]～）
- 輪投げの達人 ※日進研 （@forest）開発
  - ウルトラマン輪投げの達人（2013年11月21日[23]～）
- 射的の達人 ※日進研 （@forest）開発
  - ウルトラマン射的の達人（2013年11月21日[23]～）

脱出ゲーム
- 鬼が棲む島～恐怖の鬼ごっこ～ （鬼が棲む島3D）
- 鬼が哭く島～悪夢の少女～ （鬼が哭く島3D、2011年9月8日[24]～）
- 鬼が憑く島

ドリームコイン落とし
- ドリームコイン落としAQUA
- ドリームコイン落とし～ルカと南国の大秘宝～
- ドリームコイン落とし～ハムノスケの大冒険～

その他
- 小さな魔獣たんてい[25]
- くるくるカメレオン☆無料萌えパズル[26]
- ふぇありー☆どろっぷ ～ちび妖精とドラゴンの塔～[27]
- バトルレースGP ONE WAY RACING!
  - ウルトラマンONE WAY RACING[23]
- 卓球ピンポンマスター
  - ウルトラマン卓球ピンポンマスター[23]
- 超龍脈！ドラゴンライン（2012年～）
  - 超龍脈！ドラゴンライン ～天竺への道～（2015年2月6日[28]～）
- GゲーAvatar （2012年～）
- 魔法少女 戦烈のマジックガールズ ～クロフト王国の宣誓～ （2012年12月17日[29]～）
- 幻想のミネルバナイツ（2012年11月9日[30]～）
- ほとけ系RPG ようこそ了法寺へ（2012年11月16日[31]～2017年7月25日[32]）
- 栄煌のソウルカイザー（2013年1月9日[33]～）
- ディスガイア レギオンバトル（2013年4月25日[34]～2014年9月30日[35]） ※日本一ソフトウェアとの共同[34]
- 爆連召喚ゼウスロギア（2013年8月21日[36]～）
- 戦国サモンギア ～蒸気英雄譚～（2013年9月～2014年5月8日）
- ウルトラマンなんて怖くない！怪獣大逆襲（2013年12月13日[37]～）
- 流線系エンカウンター（2014年1月20日[38]～）
- カメラ特捜隊 ～ウルトラ怪獣を追え！～（2014年2月12日[39]～）
- ポケットコロシアム（2014年8月8日[40]～2015年2月9日）
- スマサカS（2014年9月17日[41]～2017年4月27日）
- チェインヒーローズ（2015年7月24日[42]～2016年10月27日）
- 戦国にゃんこ玉（2016年1月19日[43]～）
- チェイン・ザ・ナイト（2016年8月19日[44]～）
- パラノーマル・キス（2017年4月26日～2017年12月20日[45]） ※シンクラウドとの共同

#### シンクラウドの提供していたゲーム
- 鏡の国の魔法使い（2011年11月25日[46]～）
- キスの続きはミッションの後で （2012年12月6日[47]～） ※QuunAppと共同
- 戦場のエレクトロガール（2013年2月20日[48]～）
- 快感フレーズNext（2013年6月14日～2017年12月20日[49]）
- 神様のカレイドスコープ （2014年7月15日[50]～）
- 東京乙女レストラン（2015年6月10日[51]～）
- 東京乙女レストラン Love Dish（2015年10月19日[52]～）

#### REGXEの提供していたゲーム
- 伝説のまもりびと（2010年8月～2014年9月26日）
- ガルディアンズ（2013年11月20日[53]～2014年11月26日）

なお、次のグループ各社もゲームを提供していた。

#### GMOインサイト（旧・JWord）
- 黄金爆走!デコトラトーナメント（2013年7月29日～2022年9月8日）
- 黄金爆走デコトラプリンセス（2016年8月4日～）
- 乱撃！魔法学園 ～ムリムリ女神～（2015年4月2日～2016年1月29日）
- 黄金爆走!ヤン車★列伝（2014年9月11日～2017年8月1日）
- Demon's Rider（2021年9月13日～）

#### GMOプレイミュージック（旧・クロノス）
- 8 beat Story♪（2024年6月28日終了）
- アイコイノート（2022年4月30日終了）
- ガールズビートステージ!（2020年5月31日終了）
- キングビートスタジアム!（2020年5月31日終了）
- REALIVE!〜帝都神楽舞隊〜（2023年1月31日終了）など

#### GMOメディア
- 激突！最強プロ野球ドリームバトル（2020年4月30日終了[54]）
- どこでもベジモン農場（2020年12月31日終了[55]）など